# Кельнер, Константин Александрович
Константин Александрович Кельнер (1879—1969) — полковник 9-го стрелкового полка, герой Первой мировой войны. Участник Белого движения, начальник Дроздовской дивизии, генерал-майор.

## Биография
Православный. Из дворян, сын генерал-майора Александра Александровича Кельнера (1834—1891).
Окончил 1-й кадетский корпус (1898) и Павловское военное училище (1900), откуда выпущен был подпоручиком в 9-й стрелковый полк. Участвовал в китайской кампании 1900—1901 годов и русско-японской войне, в сражениях не был[как?]. Произведен в поручики 10 октября 1904 года, в штабс-капитаны — 10 октября 1907 года.
В Первую мировую войну вступил в должности командира 1-й роты 9-го стрелкового полка. Произведен в капитаны 18 октября 1914 года [уточнить] «за выслугу лет». Удостоен ордена Св. Георгия 4-й степени
За то, что в бою с 27 февраля по 1 марта 1915 года у д. Смольник, командуя отрядом из шести рот с 6-ю пулеметами под сильным огнем, после упорного сопротивления овладел высотой 704 и гребнем к юго-западу от нее до р. Ослава, захватив 6 пулеметов, 15 офицеров и до 700 нижних чинов в плен; после этого сражение приняло решительный оборот в нашу пользу.
Затем был командиром 1-го батальона полка. 11 октября 1915 года произведен в подполковники «за отличия в делах против неприятеля», а 3 сентября 1916 года — в полковники. 23 апреля 1917 года назначен командиром 650-го пехотного Тотемского полка, а 7 августа того же года — командиром 10-го стрелкового полка.
Участник Белого движения на юге России в рядах Добровольческой армии, ВСЮР и Русской армии. 26.02.-27.05.1918 участвовал в походе отряда полковника М. Г. Дроздовского по маршруту Яссы-Дон на соединение с Добровольческой армией. С мая 1918 года — во 2-м офицерском (Дроздовском) полку. Командир Солдатского батальона, затем Солдатского полка (23.06-07.1918) — первого подразделения Добровольческой армии, сформированного из пленных красноармейцев.
Был ранен в бою с красными под Выселками в июле 1918 года.
С 18 января 1919 года — командир 2-го офицерского стрелкового генерала Дроздовского полка.
Генерал-майор. Командир 1-й бригады 3-й пехотной дивизии (09.-11.1919; с 14.10.1919 — Офицерская стрелковая генерала Дроздовского дивизия, с апреля 1920 — Стрелковая генерала Дроздовского дивизия). С мая 1920 года — помощник начальника Дроздовской дивизии. В июле-августе 1920 года — временно исполняющий обязанности начальника Дроздовской дивизии. 6 августа сдал командование дивизией и убыл в распоряжение командира 1-го армейского корпуса. Вновь помощник начальника той же дивизии до эвакуации Крыма.
После эвакуации находился в Галлиполи, затем в Болгарии, откуда был выслан в 1922 году. Проживал в Югославии. Осенью 1925 года числился там же в составе 1-й Галлиполийской роты. В 1945 году — в Австрии. После окончания Второй мировой войны — в Венесуэле.
Умер в Венесуэле в 1969 году.

## Семья
Был женат на дочери генерал-майора Милице Викторовне Харламовой. Их дети:
- Олег (1911—?), погиб в 1941—1945 годах в СССР.
- Марина, замужем за штабс-капитаном В. А. Вишневским.

## Награды
- Орден Святого Станислава 3-й ст. (ВП 16.03.1907)
- Орден Святой Анны 3-й ст. (ВП 31.03.1911)
- Орден Святого Станислава 2-й ст. (ВП 3.02.1913)
- Орден Святого Владимира 4-й ст. с мечами и бантом (ВП 14.07.1915)
- Орден Святой Анны 2-й ст. с мечами (ВП 8.04.1916)
- мечи и бант к ордену Св. Станислава 3-й ст. (ВП 11.06.1916)
- Орден Святой Анны 4-й ст. с надписью «за храбрость» (ВП 28.07.1916)
- Орден Святого Георгия 4-й ст. (ВП 18.11.1916)